# تندیس جنبا
تندیس جنبا یا مجسمهٔ متحرک (به انگلیسی: Mobile) گونه‌ای از هنر سینتیک است که از اصل تعادل (توازن) استفاده می‌کند.